# Regresión infinita
Una regresión infinita es una serie infinita de entidades gobernada por un principio recursivo que determina cómo cada entidad de la serie depende de su predecesor o es producida por él. En la regresión epistémica, por ejemplo, una creencia está justificada porque se basa en otra creencia que está justificada. Pero esta otra creencia necesita una creencia justificada más para estar justificada y así sucesivamente. Un argumento de regresión infinita es un argumento en contra de una teoría basada en el hecho de que esta teoría conduce a una regresión infinita. Para que tal argumento tenga éxito, tiene que demostrar no solo que la teoría en cuestión implica una regresión infinita, sino también que esta regresión es viciosa. Hay diferentes maneras en las que una regresión puede ser viciosa. La forma más grave de viciosidad implica una contradicción en forma de imposibilidad metafísica. Otras formas ocurren cuando la regresión infinita es responsable de que la teoría en cuestión sea implausible o de que no resuelva el problema para el que fue formulada. Tradicionalmente, se solía asumir sin muchos argumentos que cada regresión infinita es viciosa, pero esta suposición se ha puesto en duda en la filosofía contemporánea. Aunque algunos filósofos han defendido explícitamente las teorías con regresiones infinitas, la estrategia más común ha sido reformular la teoría en cuestión de una manera que evite la regresión. Una de esas estrategias es el fundacionalismo, que postula que hay un primer elemento en la serie del que surgen todos los demás elementos, pero que en sí mismo no se explica de esta manera. Otra forma es el coherentismo, que se basa en una explicación holística que generalmente ve a las entidades en cuestión no como una serie lineal sino como una red interconectada. Los argumentos de la regresión infinita se han presentado en varios ámbitos de la filosofía. Ejemplos famosos incluyen el argumento cosmológico, la regresión de Bradley y los argumentos de regresión en epistemología.

## Definición
Una regresión infinita es una serie infinita de entidades gobernada por un principio recursivo que determina cómo cada entidad de la serie depende de su predecesor o es producida por él.  Este principio puede expresarse a menudo de la siguiente forma: X es F porque X se encuentra en R con Y e Y es F. X e Y representan objetos, R representa una relación y F representa una propiedad en el sentido más amplio.  En la regresión epistémica, por ejemplo, una creencia está justificada porque se basa en otra creencia que está justificada. Pero esta otra creencia necesita una creencia justificada más para estar justificada y así sucesivamente. O en el argumento cosmológico, un evento ocurrió porque fue causado por otro evento que ocurrió antes, que a su vez fue causado por un evento anterior, y así sucesivamente. Este principio por sí solo no es suficiente: no conduce a una regresión si no hay una X que sea F. Por eso tiene que cumplirse addicionalmente una condición de disparo: tiene que haber una X que sea F para que la regresión comience. Entonces, la regresión comienza con el hecho de que X es F. Según el principio recursivo, esto solo es posible si hay una Y distinta que también es F. Pero para explicar el hecho de que Y es F, necesitamos postular una Z que sea F y así sucesivamente. Una vez que la regresión ha comenzado, no hay manera de detenerla, ya que una nueva entidad debe introducirse en cada paso para hacer posible el paso anterior.
Un argumento de regresión infinita es un argumento en contra de una teoría basado en el hecho de que esta teoría conduce a una regresión infinita. Para que tal argumento tenga éxito, tiene que demostrar no solo que la teoría en cuestión implica una regresión infinita, sino también que esta regresión es viciosa. La mera existencia de una regresión infinita por sí misma no es una prueba de nada. Entonces, además de conectar la teoría a un principio recursivo emparejado con una condición de disparo, el argumento tiene que mostrar de qué manera la regresión resultante es viciosa. Por ejemplo, una forma del evidencialismo en la epistemología sostiene que una creencia solo está justificada si se basa en otra creencia que está justificada. Un oponente de esta teoría podría usar un argumento de regresión infinita demostrando (1) que esta teoría conduce a una regresión infinita (por ejemplo, señalando el principio recursivo y la condición de disparo) y (2) que esta regresión infinita es viciosa (por ejemplo, mostrando que es implausible en consideración de las limitaciones de la mente humana). En este ejemplo, el argumento tiene una forma negativa, ya que solo niega que otra teoría sea verdadera. Pero también puede utilizarse de forma positiva para apoyar una teoría mostrando que su alternativa implica una regresión viciosa. Así es como funciona el argumento cosmológico para la existencia de Dios: afirma que postular la existencia de Dios es necesario para evitar una regresión infinita de causas.

## Viciosidad
Para que un argumento de regresión infinita tenga éxito, tiene que demostrar que la regresión involucrada es viciosa. Una regresión no viciosa se llama virtuosa o benigna. Tradicionalmente, a menudo se asumía sin mucho argumento que cada regresión infinita es viciosa, pero esta suposición se ha puesto en duda en la filosofía contemporánea. En la mayoría de los casos, no es obvio si una regresión infinita es viciosa o no. La regresión de la verdad constituye un ejemplo de una regresión infinita que no es viciosa: si la proposición "P" es verdadera, entonces la proposición "Es verdad que P" también es verdadera y así sucesivamente. Las regresiones infinitas constituyen un problema principalmente si la regresión se refiere a objetos concretos. Los objetos abstractos, por otro lado, suelen considerarse no problemáticos a este respecto. Por ejemplo, la regresión de la verdad implica un número infinito de proposiciones verdaderas o los axiomas de Peano implican la existencia de infinitamente muchos números naturales. Pero estas regresiones generalmente no se usan en contra de las teorías que las implican.
Hay diferentes maneras en que una regresión puede ser viciosa. El tipo más grave de viciosidad implica una contradicción en forma de imposibilidad metafísica. Otros tipos ocurren cuando la regresión infinita es responsable de que la teoría en cuestión sea implausible o de que no resuelva el problema para el que fue formulada. El vicio de una regresión infinita puede ser local si causa problemas solo para ciertas teorías cuando se combina con otros supuestos, o global en caso contrario. Por ejemplo, una regresión virtuosa por otra parte es localmente viciosa para una teoría que postula un dominio finito. En algunos casos, una regresión infinita no es en sí misma la fuente del problema, sino que simplemente indica un problema subyacente diferente.

### Imposibilidad
Las regresiones infinitas que implican una imposibilidad metafísica son los casos más graves de viciosidad. La forma más fácil de llegar a este resultado es aceptando la suposición de que los infinitos actuales son imposibles, lo que conduce directamente a una contradicción. Esta posición anti-infinitista se opone al infinito en general, no solo específicamente a las regresiones infinitas. Pero está abierto a los defensores de la teoría en cuestión negar esta prohibición absoluta de los infinitos actuales. Por ejemplo, se ha argumentado que solo ciertos tipos de infinitos son problemáticos en este sentido, como las magnitudes intensivas infinitas (por ejemplo, las densidades de energía infinitas). Pero otros tipos de infinitos, como la cardinalidad infinita (por ejemplo, infinitamente muchas causas) o la magnitud extensiva infinita (por ejemplo, la duración de la historia del universo) no son problemáticos desde el punto de vista de la imposibilidad metafísica. Aunque puede haber algunos casos de viciosidad debido a la imposibilidad metafísica, la mayoría de las regresiones viciosas son problemáticas por otras razones.

### Implausibilidad
Una forma más común de viciosidad surge de la implausibilidad de la regresión infinita en cuestión. Esta categoría se aplica a menudo a las teorías sobre acciones, estados o capacidades humanas. Este argumento es más débil que el argumento de la imposibilidad, ya que permite que la regresión en cuestión sea posible. Solo niega que sea real. Por ejemplo, parece implausible, debido a las limitaciones de la mente humana, que haya creencias justificadas si esto implica que el agente necesita tener una cantidad infinita de ellas. Pero esto no es metafísicamente imposible, por ejemplo, si se asume que el número infinito de creencias son solo no ocurrentes o disposicionales, mientras que la limitación solo se aplica al número de creencias en las que uno está pensando realmente en un momento. Otra razón para la implausibilidad de las teorías que involucran una regresión infinita se debe al principio conocido como la navaja de Ockham, que postula que debemos evitar la extravagancia ontológica al no multiplicar entidades sin necesidad. Las consideraciones sobre la parsimonia se complican por la distinción entre la parsimonia cuantitativa y la cualitativa. Esto se trata de cuántas entidades se postulan en contraste con cuántos tipos de entidades se postulan. Por ejemplo, el argumento cosmológico para la existencia de Dios promete aumentar la parsimonia cuantitativa al postular que hay una primera causa en lugar de permitir una cadena infinita de eventos. Pero lo hace disminuyendo la parsimonia cualitativa: postula a Dios como un nuevo tipo de entidad.

### Explicación fallida
Otra forma de viciosidad se aplica no a la regresión infinita por sí misma, sino a ella en relación con los objetivos explicativos de una teoría. Las teorías a menudo se formulan con el objetivo de resolver un problema específico, por ejemplo, responder a la pregunta de por qué existe un cierto tipo de entidad. Una de las formas en que tal intento puede fracasar es si la respuesta a la pregunta ya asume en forma encubierta lo que debe explicar. Esto es similar a la falacia informal de la petición de principio. Desde la perspectiva de una cosmovisión mitológica, por ejemplo, una forma de explicar por qué la Tierra parece estar en reposo en lugar de caerse es sostener que está encima de la espalda de una tortuga gigante. Para explicar por qué la tortuga misma no está en caída libre se postula otra tortuga aún más grande y así sucesivamente, lo que resulta en un mundo que consiste de tortugas en todos los niveles subsiguientes. A pesar de sus deficiencias al chocar con la física moderna y debido a su extravagancia ontológica, esta teoría parece ser metafísicamente posible asumiendo que el espacio es infinito. Una forma de evaluar la viciosidad de esta regresión es distinguir entre explicaciones locales y globales. Una explicación local solo está interesada en explicar por qué una cosa tiene una cierta propiedad a través de la referencia a otra cosa sin tratar de explicar esta otra cosa también. Una explicación global, por otro lado, trata de explicar por qué hay cosas con esta propiedad en absoluto. Por lo tanto, como explicación local, la regresión en la teoría de la tortuga es benigna: consigue explicar por qué la Tierra no está cayendo. Pero como explicación global, falla porque tiene que asumir en lugar de explicar en cada paso que hay otra cosa que no está cayendo. No explica por qué no está cayendo nada en absoluto.
Se ha argumentado que las regresiones infinitas pueden ser benignas en ciertas circunstancias a pesar de apuntar a una explicación global. Esta línea de pensamiento se basa en la idea de la transmisión involucrada en los casos viciosos: se explica que X es F porque Y es F donde esta F se transmitió de alguna manera de Y a X. El problema es que para transferir algo, hay que poseerlo primero, por lo que la posesión se presume en lugar de explicarse. Por ejemplo, supongamos que al tratar de explicar por qué tu vecino tiene la propiedad de ser el dueño de una bolsa de azúcar, se revela que esta bolsa estuvo primero en posesión de otra persona antes de ser transferida a tu vecino y que lo mismo es cierto para este y todos los demás dueños anteriores. Esta explicación es insatisfactoria, ya que la posesión se presupone en cada paso. En las explicaciones no transmisivas, por otro lado, Y sigue siendo la razón por la que X es F e Y también es F, pero esto se ve simplemente como un hecho contingente. Esta línea de pensamiento se ha utilizado para argumentar que la regresión epistémica no es viciosa. Desde un punto de vista bayesiano, por ejemplo, la justificación o la evidencia pueden definirse en términos de que una creencia aumenta la probabilidad de que otra creencia sea verdadera. La primera creencia también puede estar justificada, pero esto no es relevante para explicar por qué la segunda creencia está justificada.

## Respuestas a los argumentos de regresión infinita
Los filósofos han respondido a los argumentos de la regresión infinita de varias maneras. La teoría criticada puede defenderse, por ejemplo, negando que se trate de una regresión infinita. Los infinitistas, por otro lado, abrazan la regresión, pero niegan que sea viciosa. Otra respuesta es modificar la teoría para evitar la regresión. Esto puede lograrse en forma del fundacionalismo o del coherentismo.

### Fundacionalismo
Tradicionalmente, la respuesta más común es el fundacionalismo. Postula que hay un primer elemento en la serie del que surgen todos los demás elementos, pero que el primer elemento mismo no se explica de esta manera. Así, desde cualquier posición dada, la serie se puede rastrear hasta elementos en el nivel más fundamental, que el principio recursivo no logra explicar. De esta manera se evita una regresión infinita. Esta posición es bien conocida por sus aplicaciones en el ámbito de la epistemología. Las teorías fundacionalistas de la justificación epistémica afirman que, además de las creencias justificadas inferencialmente, que dependen para su justificación de otras creencias, también hay creencias justificadas no-inferencialmente. Las creencias justificadas no-inferencialmente constituyen el fundamento sobre el que descansa la superestructura formada por todas las creencias justificadas inferencialmente. Las teorías del conocimiento directo (acquaintance theories), por ejemplo, explican la justificación de las creencias no-inferenciales a través del conocimiento directo de los objetos de la creencia. Desde este punto de vista, un agente está justificado inferencialmente para creer que lloverá mañana basándose en la creencia de que el pronóstico del tiempo así lo dijo. Está justificado no-inferencialmente para creer que siente dolor porque lo conoce directamente. Así, se utiliza un tipo diferente de explicación (conocimiento directo) para los elementos fundamentales.
Otro ejemplo proviene del campo de la metafísica en relación con el problema de la jerarquía ontológica. Una posición en este debate afirma que algunas entidades existen en un nivel más fundamental que otras entidades y que estas últimas entidades dependen de las primeras entidades o se basan en ellas. El fundacionalismo metafísico es la tesis de que estas relaciones de dependencia no forman una regresión infinita: que hay un nivel más fundamental que actúa como base para la existencia de las entidades de todos los demás niveles. Esto se expresa a veces afirmando que la relación de fundamentación responsable de esta jerarquía está bien fundada.

### Coherentismo
El coherentismo, que se encuentra principalmente en el campo de la epistemología, es otra forma de evitar regresiones infinitas. Se basa en una explicación holística que suele ver las entidades en cuestión no como una serie lineal sino como una red interconectada. Por ejemplo, las teorías coherentistas de la justificación epistémica sostienen que las creencias están justificadas por la forma en que están conectadas: se cohesionan bien entre sí. Este punto de vista puede expresarse afirmando que la justificación es principalmente una propiedad del sistema de creencias en su conjunto. La justificación de una sola creencia es derivada en el sentido de que depende del hecho de que esta creencia pertenece a un conjunto coherente. Laurence BonJour es un conocido defensor contemporáneo de esta posición.

## Regresión infinita en varias disciplinas

### Filosofía
Aristóteles sostenía que el conocimiento no implica necesariamente una regresión infinita, porque algo de conocimiento no depende de la demostración: 

"Algunos sostienen que, debido a la necesidad de conocer las premisas primarias, no hay conocimiento científico. Otros piensan que los hay, pero que todas las verdades son demostrables. Ni la doctrina es verdadera o una deducción necesaria de las premisas. La primera escuela, en caso de que no haya forma de saber que no sea por la demostración, sostienen que una regresión infinita está involucrada, en la medida en que, si se encuentra detrás de la previa sin primaria, no podíamos saber la parte posterior mediante el anterior (y en eso tienen razón, ya que no se puede atravesar una serie infinita): si por el contrario -dicen- la serie termina y hay premisas primarias, sin embargo, estas son incognoscibles, porque son incapaces de demostración, según ellos es la única forma de conocimiento. Y ya que así no se pueden conocer las premisas principales, el conocimiento de las conclusiones que se derivan no es puro conocimiento científico, ni conocimiento adecuado en absoluto, sino que se basa en la mera suposición de que las premisas son verdaderas. La otra parte de acuerdo con ellos en cuanto a conocimiento, sostiene que sólo es posible mediante la demostración, pero no ven ninguna dificultad en sostener que todas las verdades se demuestran, en razón de que la demostración puede ser circular y recíproca.

Nuestra propia doctrina es que no todo el conocimiento es demostrativo: por el contrario, el conocimiento de las premisas inmediatas es independiente de la manifestación. (La necesidad de esto es obvio, ya que debemos conocer las premisas antes de que se haya redactado la manifestación, y dado que el retorno debe terminar en verdades inmediatas, estas verdades deben ser indemostrables.) Esta es, pues , nuestra doctrina, y además sostenemos que, aparte de los conocimientos científicos no es su fuente original lo que nos permite reconocer las definiciones."
Aristóteles, Segundos analíticos (Libro I, Capítulo 3, 72b1–15)

Regresión infinita en conciencia es la formación de una serie infinita de "observadores internos", como cuando nos hacemos la pregunta de quién es la observación de la salida de los correlatos neurales de la conciencia en el estudio de la conciencia subjetiva.
El libre albedrío libertario afirma que las acciones humanas no tienen causas y se eligen conscientemente, es decir, no son aleatorias. Esto plantea una pregunta seria: ¿en qué se basan estas decisiones conscientes? Como no se pueden basar en nada (ya que se excluye la posibilidad de que las decisiones sean aleatorias), se puede hacer esta pregunta por cada respuesta subsiguiente o respuestas a la misma, formando así una regresión infinita.

### Matemáticas e informática
En matemáticas e informática, el problema de la "regresión infinita" consiste en una función recursiva, es decir, una función que se refiere a sí misma (recursíon), sin un estado que indica donde se tiene que parar la computación.
Por ejemplo, la sucesión de Fibonacci:
{\displaystyle f(0)=0;f(1)=1}
{\displaystyle f(n)=f(n-1)+f(n-2)}
Es decir, los dos primeros términos de la secuencia se denominan semilla, y el valor n es el resultado de la suma de los dos resultados anteriores.
Un ejemplo de una secuencia regresiva infinita:
{\displaystyle f(n)=f(n)}
la función se define a sí misma constantemente, sin tener condiciones iniciales, como la secuencia de Fibonacci.
Para detectar y evitar la regresión infinita en los programa informáticos , se utiliza una semántica de verificación para recursividad. Las pruebas que no hay un bucle infinito se hace mediante una invariante de ciclo (véase también invariantes). Esta prueba no siempre es posible para un procedimiento en particular (véase problema de la parada ).

### Óptica
Regresión infinita en óptica es la formación de una serie infinita de imágenes creadas en retroceso en dos paralelas frente a espejos . Es lo que se conoce como efecto Droste.